# ロドペ (小惑星)
ロドペ (166 Rhodope) は、小惑星帯に位置するとても暗い小惑星の一つ。アデオナ族に属する。
1876年8月15日にアメリカ合衆国の天文学者、クリスチャン・H・F・ピーターズによりニューヨーク州クリントンで発見され、ギリシア神話に登場し、後にロドピ山脈になったとされる女王ロドペにちなんで命名された。